# 小畑功
小幡 功（おばた いさお、1904年 – 1976年） は、日本の松濤館 空手師範の先駆 。
松濤館流空手道拳心会初代師範。彼は船越義珍古参の弟子で、現代の空手の創設者として広く認識され、1949年船越の下での小幡は日本空手協会（JKA）設立の重要人物となった。また、米国空軍へのデモンストレーションを、そして彼の弟子たち、特に大島劼らを通して、空手をアメリカ合衆国に紹介し広めた。

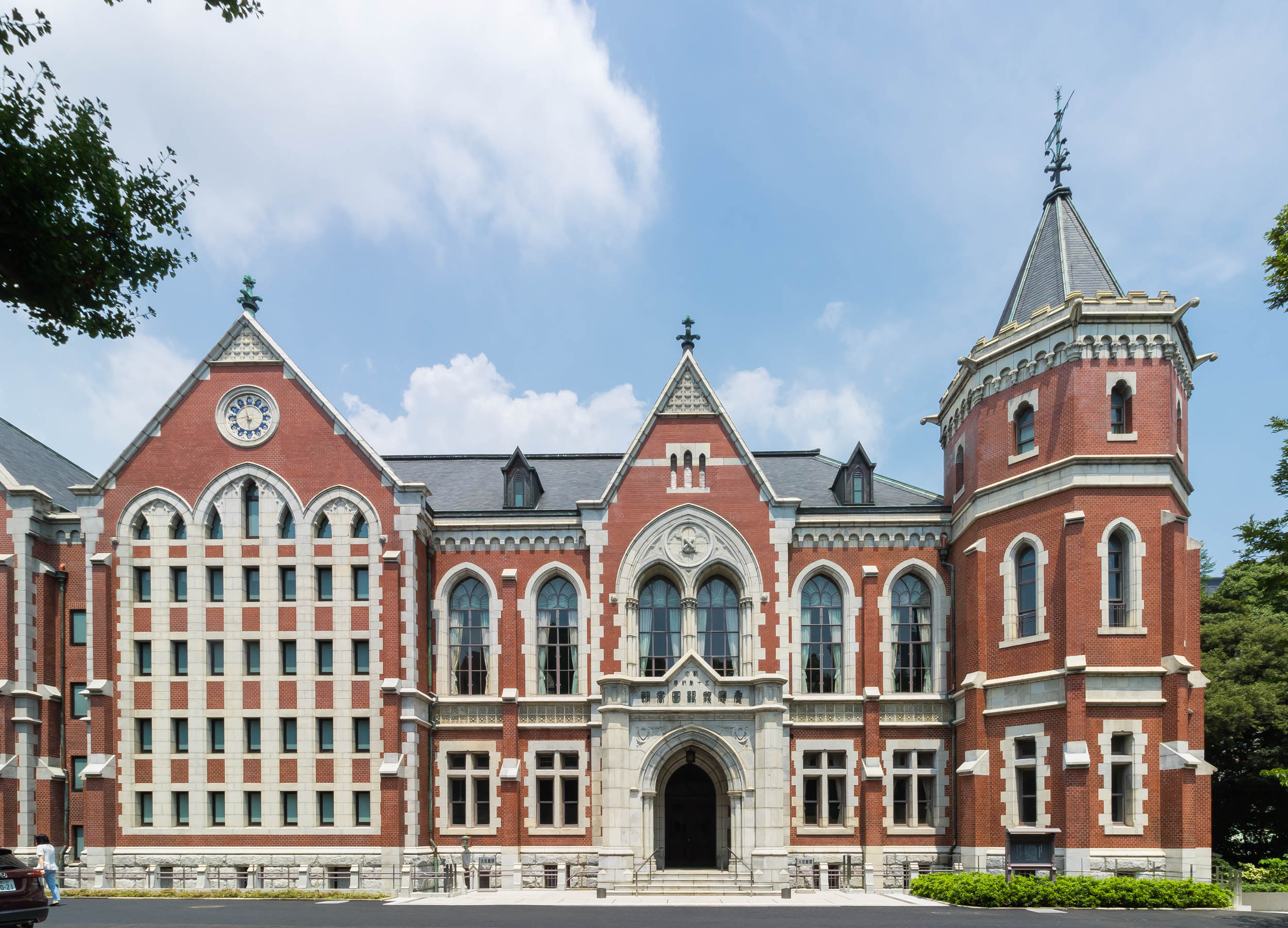
小幡は慶應大空手部のキャプテンで、後にその術を教えた